# آرون دیویس (بازیکن فوتبال)
آرون دیویس (انگلیسی: Arron Davies؛ زادهٔ ۲۲ ژوئن ۱۹۸۴) بازیکن فوتبال اهل بریتانیا است.
از باشگاه‌هایی که در آن بازی کرده‌است می‌توان به باشگاه فوتبال بارنزلی، باشگاه فوتبال ناتینگهام فارست، باشگاه فوتبال نورث‌همپتون تاون، باشگاه فوتبال اکستر سیتی، باشگاه فوتبال یئوویل تاون، باشگاه فوتبال ساوت‌همپتون، باشگاه فوتبال پیتربورو یونایتد، و باشگاه فوتبال برایتون اند هوو آلبیون اشاره کرد.
وی همچنین در تیم‌های ملی فوتبال Wales national under-19 football team، زیر ۲۱ سال ولز، و ولز بازی کرده‌است.